# 자오잉쥔
자오잉쥔(중국어 간체자: 赵英俊, 병음: Zhào Yīngjùn, 한자음: 조영준, 1977년 7월 28일 ~ 2021년 2월 3일)은 중국의 가수, 작곡가, 음악 프로듀서, 배우, 각본이다.